# Philippe Robert (sociologue)
Pour les articles homonymes, voir Philippe Robert et Robert.
Philippe Robert, né le 23 juillet 1939 à Pau, est un sociologue français, principalement spécialisé dans l’étude des délinquances et des déviances.

## Biographie

### Jeunesse et études
Robert Philippe est licencié en droit et en sociologie. Il est diplômé d'Institut d'études politiques, et est titulaire d'un DES de sociologie et d'un DES de droit privé. Il est docteur en sociologie à l'université de Bordeaux (1967). Il a suivi la formation de l'École nationale de la magistrature, 

### Parcours professionnel
Philippe Robert n'a pas assuré de fonctions de magistrat mais a été rattaché directement au Ministère de la justice. Sa double formation lui a permis de créer dans ce Ministère à la fin de 1968 un nouveau service de recherche – le Service d’études pénales et criminologiques (SEPC).
En 1961, il est chargé de conférences à l'Institut d'études politiques de Bordeaux. En 1965, il devient directeur d'études à l'Institut d'études politiques de Toulouse. Dès 1978, il est directeur de recherches à l'École des hautes études en sciences sociales.
Dans les années 1970, Philippe Robert a pu compléter l'équipe de fonctionnaires de la justice du SEPC avec des sociologues du droit et de la criminalité. Ce rassemblement de moyens permettra au SEPC d'être associé au Centre national de la recherche scientifique (CNRS) à partir de 1977, puis de devenir au milieu de la décennie suivante le principal centre de recherches français sur le crime, le Centre de recherches sociologiques sur le droit et les institutions pénales (CESDIP) relevant à la fois du CNRS, du Ministère de la justice et de l’Université de Versailles-Saint-Quentin-en-Yvelines.

## Quelle analyse des déviances?
Dès 1967, Philippe Robert a entrepris des recherches sur les bandes d’adolescents – qu'il a théorisées avec la notion de spirale de ségrégation réciproque – et sur la justice des mineurs. Il a introduit la théorie de l’étiquetage en indiquant que le processus qui voit l'individu passer de la délinquance occasionnelle à la délinquance régulière « découle d'une stigmatisation de la réaction sociale », la société intervenant quand le corps social et les médias classifient comme déviant « celui qui s'est contenté en premier lieu de poser un acte déviant ». La criminologie peut donc de ce point de vue devenir une « science des mécanismes sociaux de rejet ». L’analyse du système pénal en sera l’élément central. Philippe Robert s’est efforcé ainsi de fonder un programme de recherche allant dans ce sens en partant des deux questions suivantes :
- Comment la société crée-t-elle les normes ?
- Comment les sanctionne-t-elle ?
- Quels sont les rapports du citoyen et de l’État en ce qui concerne la gestion de la délinquance ?

Les chercheurs du SEPC puis, après 1984, ceux du CESDIP ont ainsi progressivement développé des recherches sur les mécanismes de renvoi vers la justice et sur la genèse des normes pénales, établissant sur ce dernier thème des liens avec les historiens.
Au total, les travaux de Philippe Robert et de son équipe ont concerné principalement :
- l’interface entre l’histoire et la sociologie à propos de la justice, des délinquances et des déviances ;
- les enquêtes sur la victimation ;
- celles portant sur le sentiment d’insécurité ;
- l’analyse des statistiques policières et judiciaires ;
- la mesure de la délinquance ;
- la théorie sociologique du crime.

## Activités

### En France
Depuis 1983, les travaux du CESDIP portent sur les rapports complexes entre les atteintes à l’ordre public et à la sécurité privée, d’un côté, et la justice pénale, la police et le système carcéral, d’un autre côté. Afin d’approfondir les relations entre délinquances, sécurité, justice, police et société, il rassemble des chercheurs de multiples disciplines des sciences humaines et sociales (anthropologie, histoire, psychologie, sociologie) et des praticiens du travail social et juridique. Philippe Robert conserve ses liens dans ce centre de recherche en tant que Directeur de recherche émérite. Il continue à jouer un rôle également essentiel dans le laboratoire européen associé (Délinquances, politiques de sécurité et de prévention ; recherches comparatives franco-allemandes) réunissant un centre de la Max-Planck-Gesellschaft (MPG) et deux unités du CNRS.
Il a fait partie de la commission de sociologie puis du conseil du département des sciences de l'homme et de la société au CNRS, de la commission de révision du code pénal, de la commission de procédure pénale, de la commission des archives et de l'histoire de la Justice.

### Au niveau international
En même temps qu'il développait ses activités en France, Philippe Robert a investi une dimension européenne et internationale :
- en participant régulièrement aux réunions criminologiques du Conseil de l’Europe dont il devait ultérieurement présider le Conseil scientifique criminologique ;
- en enseignant chaque année à partir de 1969 à l’Université de Montréal ;
- en participant en 1977 à la création de Déviance & Société, une revue francophone européenne et internationale, spécialisée dans l’étude des déviances ;
- en créant en 1986 un réseau scientifique européen sur les normes, les déviances et les délinquances – le Groupe européen de recherches sur les normativités (GERN) – qui réunit maintenant une quarantaine de centres relevant de douze pays européens, et gère (1996-1999) pour la Commission européenne une action coordonnée dans le cadre du 6e programme européen de recherche ;
- en mettant sur pied à la demande du CNRS et de la Fondation Max-Planck en Allemagne un laboratoire européen associé — Délinquances, politiques de sécurité et de prévention ; recherches comparatives franco-allemandes — qui réunit trois centres de recherche de ces deux institutions.

Il est membre de l’Association internationale de sociologie (comités de sociologie de la déviance et de sociologie du droit), de l’Association des sociologues de langue française, de l’Association française de sociologie (où il a créé le réseau thématique ‘Normes, déviances, réactions sociales’), de l’American Society of Sociology.

### Livres
- Les bandes d'adolescents, une théorie de la ségrégation, Paris, Éditions ouvrières, 1re édition : 1966 ; prix Denis Carroll, 1970 ; réédition augmentée avec Pierre Lascoumes, 1974
- Traité de droit des mineurs, Paris, Cujas, 1969, préface de Jean Brethe de La Gressaye, avant-propos de Jean Chazal
- (avec Lambert Th., Faugeron C.) Image du viol collectif et reconstruction d'objet, Genève-Paris, Masson, 1976, maintenant chez l'Harmattan
- (avec Godefroy Th.) Le coût du crime ou l'économie poursuivant le crime, Genève-Paris, Masson, 1977, maintenant chez l'Harmattan
- (avec Faugeron C.) La justice et son public ; les représentations sociales de la justice pénale, Genève-Paris, Masson, 1978, maintenant chez l'Harmattan
- (avec Faugeron C.) Les forces cachées de la justice ; la crise de la justice pénale, Paris, Centurion, 1980
- La question pénale, Genève, Droz, 1984
- (avec Aubusson de Cavarlay B., Pottier M.-L., Tournier P.) Les comptes du crime, les délinquances en France et leurs mesures, Paris, Sycomore, 1985 ; 2e édition refondue, Paris, l’Harmattan, 1994
- (avec Perrot M.) Réédition commentée du Compte général de l'administration de la justice criminelle en France pendant l'année 1880 et rapport relatif aux années 1826 à 1880, Genève-Paris, Slatkine, 1989
- (avec Tournier P.) Etrangers et délinquances ; les chiffres du débat, Paris, l'Harmattan, 1991
- (avec Zauberman R.) Du côté des victimes : un autre regard sur la délinquance, Paris, l’Harmattan, 1995
- Le citoyen, le crime et l'État, Genève-Paris, Droz, 1999
- L’insécurité en France, Paris, La Découverte, Coll. Repères, 2002  (ISBN 2-7071-3599-2)
- Sociologie du crime, Paris, La Découverte, Coll. Repères, 2005.

### Direction d'ouvrages
- (avec Clive Emsley) Direction de Geschichte und Soziologie des Verbrechens, Paffenweiler, Centaurus Verlag, 1990.
- Direction de La création de la loi ; l'exemple de la loi pénale, Oñati, International Institute for the Sociology of Law, 1991.
- Direction de Les politiques de prévention de la délinquance à l'aune de la recherche, Paris, l'Harmattan, 1991, préface de G. Bonnemaison ; traduction anglaise : Crime and Prevention Policy ; Research and Evaluation, 1993
- Direction de Entre l'ordre et la liberté : la détention provisoire ; deux siècles de débats, Paris, l'Harmattan, 1992.
- (avec Van Outrive L.) Direction de Crime et Justice en Europe, recherche et évaluation, Paris, l'Harmattan, 1993
- (avec Sack F.) Direction de Normes et déviances en Europe - un débat Est-Ouest ; Norms and Deviances in Europe - An East-West Debate, Paris, l’Harmattan, 1994
- (avec Soubiran-Paillet F., van de Kerchove M.)Direction de, Normes, normes juridiques, normes pénales ; pour une sociologie des frontières, Paris, l'Harmattan, 1997
- (avec Cartuyvels Y., Digneffe F., Pires A. P.) Direction de Politique, police et justice au bord du futur, Paris, l'Harmattan, 1998
- (avec Van Outrive L.) Direction de Crime et justice en Europe depuis 1990. État des recherches, évaluation et recommandations, Paris, l'Harmattan, 1999
- (avec Cottino A.) Direction de, Les mutations de la justice ; comparaisons européennes, Paris, l’Harmattan, 2001
- Laurent Mucchielli (dir.) et Philippe Robert (dir.), Crime et sécurité : l'état des savoirs, Paris, La Découverte, coll. « Textes à l'appui », 2002, 438 p. (ISBN 2-7071-3620-4, BNF 38811277)